# Julida
Los júlidos (Julida) son un orden de artrópodos miriápodos de la clase de los diplópodos. Al igual que los demás miembros del superorden Juliformia juegan un importante papel en la fragmentación de la hojarasca.

## Descripción
Tienen una apariencia externa comparativamente uniforme. Son largos y cilíndricos, con un tamaño que por lo general va desde 4 hasta 150 milímetros de longitud.
Dependiendo de la especie, o bien carecen de ocelos o solo tienen una fila. En los machos adultos de la mayoría de sus especies el primer par de patas está modificado de alguna forma. El telson, el epiprocto y en ocasiones también el hipoprocto (escala o valva subanal), especialmente en la familia Julidae, presenta variaciones generalmente en forma de extensiones o garfios y ambos pares de patas del séptimo segmento corporal de los machos se modifican en gonópodos, de las cuales el par anterior forma los peltogonópodos protectores y el posterior los órganos para transferir el esperma.

## Distribución
Su distribución se limita exclusivamente al hemisferio norte (holárticos), con especies que predominan sobre todo en clima templado, desde América del Norte a Panamá, Europa, Asia, norte del Himalaya y Sudeste Asiático.

## Clasificación

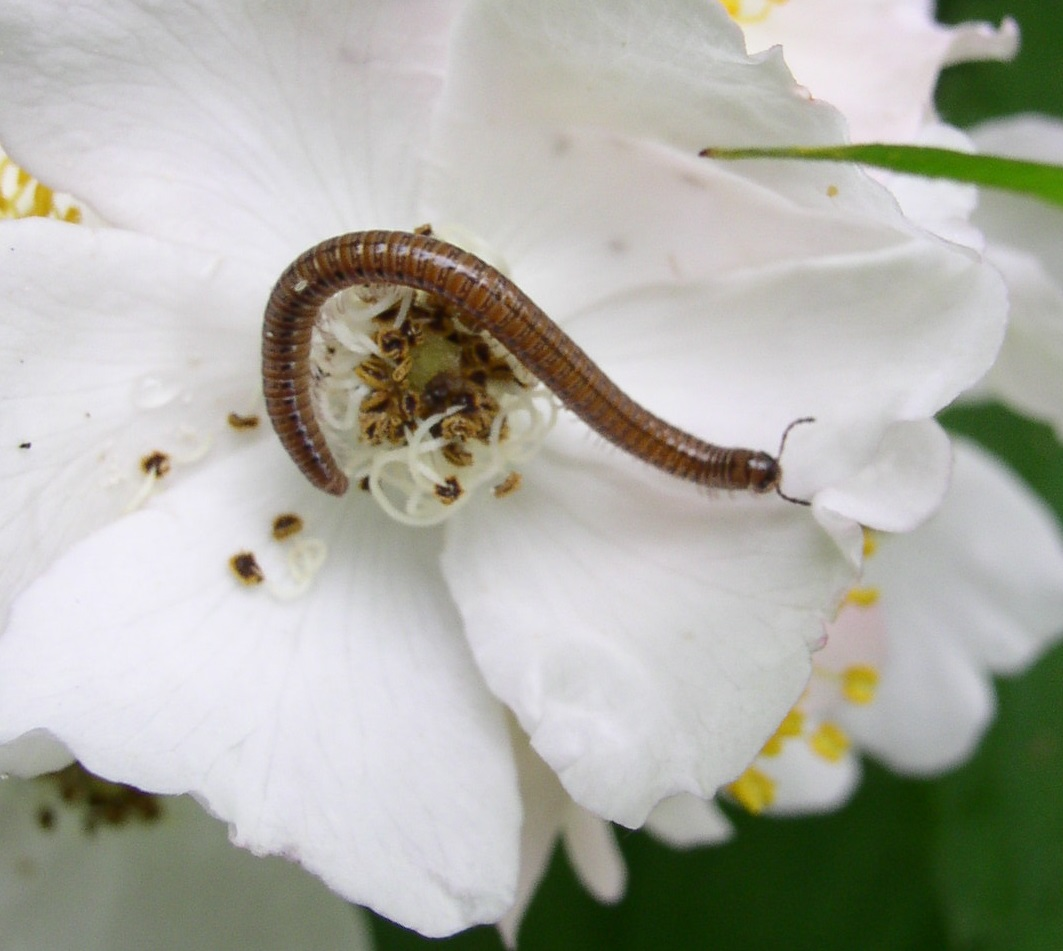
Parajulidae.

El orden Julida contiene aproximadamente 750 especies, divididas en 5 superfamilias y 16 familias.
Blaniuloidea C. L. Koch, 1847
- Blaniulidae C. L. Koch, 1847
- Galliobatidae Brolemann, 1921
- Okeanobatidae Verhoeff, 1942
- Zosteractinidae Loomis, 1943

Juloidea Leach, 1814
- Julidae Leach, 18147
- Rhopaloiulidae Attems, 1926
- Trichoblaniulidae Verhoeff, 1911
- Trichonemasomatidae Enghoff, 1991

Nemasomatoidea Bollman, 1893
- Chelojulidae Enghoff, 1991
- Nemasomatidae Bollman, 1893
- Pseudonemasomatidae Enghoff, 1991
- Telsonemasomatidae Enghoff, 1991

Paeromopodoidea Cook, 1895
- Aprosphylosomatidae Hoffman, 1961
- Paeromopodidae Cook, 1895

Parajuloidea Bollman, 1893
- Mongoliulidae Pocock, 1903
- Parajulidae Bollman, 1893